# 灰黑美洲石鱥
灰黑美洲石鱥（學名：Lythrurus atrapiculus）為輻鰭魚綱鯉形目雅羅魚科的其中一種，分布於北美洲美國喬治亞州西部、阿拉巴馬州東南部和佛羅里達州的阿巴拉契科拉河、喬克塔哈奇河、埃斯坎比亞河流域，本魚體細長且側扁，大眼睛，體色褐色，腹部銀白色，體中央具一條帶金屬光澤的深色縱帶，尾鰭叉形，背鰭和尾鰭淡紅色，腹鰭、臀鰭和背鰭尖端黑色，體長可達6.5公分，棲息在沙石底質的溪流底中層水域，屬雜食性，生活習性不明。